# Pierre Brunet
Pierre Émile Ernest Brunet (ur. 28 czerwca 1902 w Le Quesne, zm. 27 lipca 1991 w Boyne City) – francuski łyżwiarz figurowy startujący w konkurencji solistów i par sportowych z żoną Andrée Brunet. Dwukrotny mistrz olimpijski z St. Moritz (1928) i Lake Placid (1932), brązowy medalista olimpijski z Chamonix (1924), pięciokrotny mistrz świata (1925, 1926, 1928, 1930, 1932), mistrz Europy (1932), 11-krotny mistrz Francji w parach sportowych (1924–1933, 1935) oraz 7-krotny mistrz Francji w konkurencji solistów (1924, 1925, 1927–1931).
Po zakończeniu kariery amatorskiej w 1936 roku wraz z żoną byli trenerami łyżwiarstwa w Nowym Jorku i Michigan do lat 80. XX wieku. Wśród ich uczniów byli mistrzowie olimpijscy: Carol Heiss i Scott Hamilton.

## Biografia

### Kariera amatorska

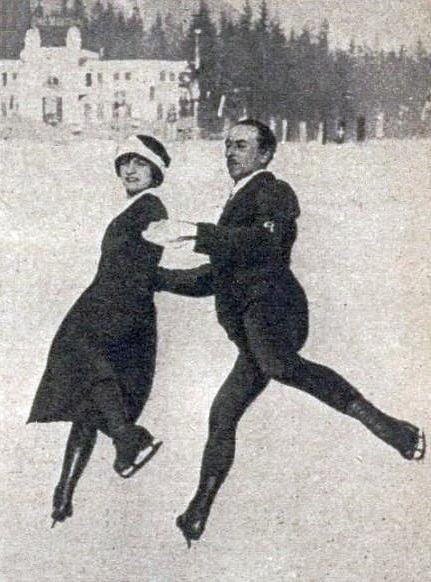
Andrée Joly i Pierre Brunet na Zimowych Igrzyskach Olimpijskich 1924 w Chamonix

Andrée Joly i Pierre Brunet byli prekursorami nowego stylu par sportowych. Podczas Zimowych Igrzysk Olimpijskich 1924 w Chamonix prezentowali dużo więcej łyżwiarskich umiejętności niż każda inna para biorąca udział w zawodach, jednak sędziowie uznali, że Joly / Brunet wykonali zbyt dużo elementów i nagrodzili ich jedynie brązowym medalem. Styl pary Joly / Brunet był bardzo nowoczesny jak na lata 30. XX wieku, ale brak złotego medalu olimpijskiego nie zraził pary do dalszego prezentowania unikalnego jak na te czasy stylu. Wymienia się ich jako twórców jazdy lustrzanej, wielu nowatorskich podnoszeń, skoków i obrotów. Ponadto Andrée jako jedna z pierwszych łyżwiarek zaczęła występować w czarnej sukience (zamiast tradycyjnej białej), aby swoim ubiorem pasować do ubioru partnera. Dopiero na mistrzostwach świata 1925 w Wiedniu ich nowatorski styl znalazł uznanie w oczach sędziów, dzięki czemu zdobyli swój pierwszy z pięciu tytułów mistrzów świata. 
Na kolejnych Zimowych Igrzyskach Olimpijskich 1928 w Sankt Moritz, już jako dwukrotni mistrzowie świata, zdobyli pierwszy tytuł mistrzów olimpijskich. Cztery lata później, już jako małżeństwo Brunet, obronili tytuł mistrzów olimpijskich na Zimowych Igrzyskach Olimpijskich 1932 w Lake Placid. Małżeństwo Brunet zakończyło swoją karierę amatorską jako pięciokrotni mistrzowie świata, mistrzowie Europy (1932) oraz 11-krotni mistrzowie Francji.
Zarówno Andrée, jak i Pierre, występowali indywidualnie. Jako solistka Andrée zajęła 5. miejsce na Zimowych Igrzyskach Olimpijskich 1924 w Chamonix oraz 11. miejsce na Zimowych Igrzyskach Olimpijskich 1928 w Sankt Moritz. Ponadto siedmiokrotnie zdobył złoty medal mistrzostw Francji wśród solistów.

### Kariera profesjonalna i trenerska
W 1936 roku małżeństwo Brunet rozpoczęli karierę profesjonalną i występowali w rewiach łyżwiarskich w Kanadzie oraz Europie. W 1940 roku wyemigrowali do Stanów Zjednoczonych. Zaczęli trenować łyżwiarzy w Nowym Jorku i Michigan do przejścia na emeryturę Pierre w 1979 roku. Andree była zmuszona przerwać nieco wcześniej swoją karierę trenerską z powodu urazu pleców, którego doznała w wypadku samochodowym. Wśród ich uczniów byli mistrzowie olimpijscy: Carol Heiss i Scott Hamilton.

### Życie prywatne

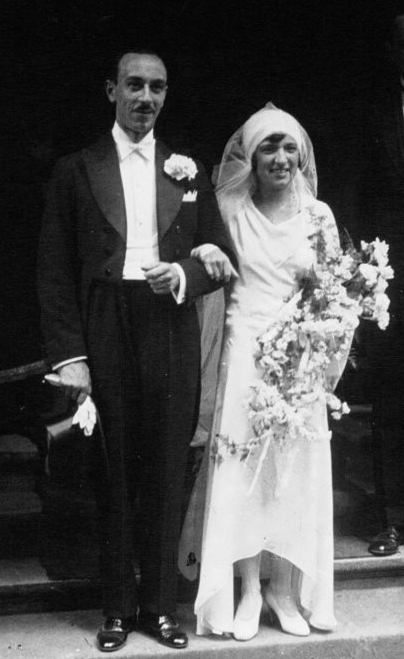
Małżeństwo Brunet w dniu ślubu (1929)

W 1929 roku ożenił się ze swoją partnerką sportową Andrée Joly. W 1927 roku urodził się ich jedyny syn Jean-Pierre Brunet, który był dwukrotnym mistrzem Stanów Zjednoczonych (1945, 1946) w parach sportowych z Donną Jeanne Pospisil. Latem 1946 roku 19-letni Jean-Pierre zginął tragicznie w wypadku samochodowym.
Pierre Brunet zmarł w wieku 89 lat na chorobę Parkinsona.

## Osiągnięcia

### Pary sportowe
Z Andrée Brunet
| Zawody               | 1924           | 1925           | 1926           | 1927           | 1928           | 1929           | 1930           | 1931           | 1932           | 1933           | 1934           | 1935           |                |                |                |                |                |
| Międzynarodowe       | Międzynarodowe | Międzynarodowe | Międzynarodowe | Międzynarodowe | Międzynarodowe | Międzynarodowe | Międzynarodowe | Międzynarodowe | Międzynarodowe | Międzynarodowe | Międzynarodowe | Międzynarodowe | Międzynarodowe | Międzynarodowe | Międzynarodowe | Międzynarodowe | Międzynarodowe |
| -------------------- | -------------- | -------------- | -------------- | -------------- | -------------- | -------------- | -------------- | -------------- | -------------- | -------------- | -------------- | -------------- | -------------- | -------------- | -------------- | -------------- | -------------- |
| Igrzyska olimpijskie | 3              |                |                |                | 1              |                |                |                | 1              |                |                |                |                |                |                |                |                |
| Mistrzostwa świata   |                | 2              | 1              |                | 1              |                | 1              |                | 1              |                |                |                |                |                |                |                |                |
| Mistrzostwa Europy   |                |                |                |                |                |                |                |                | 1              |                |                |                |                |                |                |                |                |
| Krajowe              |                |                |                |                |                |                |                |                |                |                |                |                |                |                |                |                |                |
| Mistrzostwa Francji  | 1              | 1              | 1              | 1              | 1              | 1              | 1              | 1              | 1              | 1              |                | 1              |                |                |                |                |                |

### Soliści
| Zawody               | 1924           | 1925           | 1926           | 1927           | 1928           | 1929           | 1930           | 1931           |                |                |                |                |                |                |                |                |                |
| Międzynarodowe       | Międzynarodowe | Międzynarodowe | Międzynarodowe | Międzynarodowe | Międzynarodowe | Międzynarodowe | Międzynarodowe | Międzynarodowe | Międzynarodowe | Międzynarodowe | Międzynarodowe | Międzynarodowe | Międzynarodowe | Międzynarodowe | Międzynarodowe | Międzynarodowe | Międzynarodowe |
| -------------------- | -------------- | -------------- | -------------- | -------------- | -------------- | -------------- | -------------- | -------------- | -------------- | -------------- | -------------- | -------------- | -------------- | -------------- | -------------- | -------------- | -------------- |
| Igrzyska olimpijskie | 8              |                |                |                | 7              |                |                |                |                |                |                |                |                |                |                |                |                |
| Mistrzostwa świata   |                |                |                |                |                |                |                | 9              |                |                |                |                |                |                |                |                |                |
| Krajowe              |                |                |                |                |                |                |                |                |                |                |                |                |                |                |                |                |                |
| Mistrzostwa Francji  | 1              | 1              |                | 1              | 1              | 1              | 1              | 1              |                |                |                |                |                |                |                |                |                |

## Nagrody i odznaczenia
- Światowa Galeria Sławy Łyżwiarstwa Figurowego – 1976[8]